# Der große Krieg der Planeten
Der große Krieg der Planeten (jap. 惑星大戦争, Wakusei daisenso) ist ein japanischer Science-Fiction-Film aus dem Jahr 1977. Er entstand unter der Regie von Jun Fukuda und war Tohos Antwort auf George Lucas Erfolgsfilm Krieg der Sterne. Kinostart in Deutschland war der 18. Januar 1978.

## Handlung
Eine Armada kugelförmiger UFOs von der Venus greift die Erde an und vernichtet innerhalb weniger Stunden ganze Großstädte. Der japanische Wissenschaftler Prof. Masato Takigawa hatte einst mit dem Bau eines Kriegsraumschiffes namens Gothen begonnen, um die Erde vor möglichen Invasoren aus dem All zu schützten. Allerdings wurde das Projekt aus unbekannten Gründen abgebrochen. Doch nach dem ersten verheerenden Angriff der Venusbewohner werden die Arbeiten an dem Raumschiff wieder aufgenommen. Nachdem es Prof. Takigawa gelungen ist, die Gothen im Eiltempo fertigzustellen, erfolgt ein massiver Gegenschlag, bei dem alle UFOs vernichtet werden. Nach diesem Erfolg entschließt sich Prof. Takigawa, mit der Gothen zur Venus zu fliegen, um auch die Basis der Invasoren zu zerstören. Auf der Venus kommt es schließlich zum alles entscheidenden Duell zwischen Prof. Takigawas Schiff und dem Flaggschiff der Außerirdischen. Die Gothen gewinnt den Kampf und zerstört die Basis der Venusbewohner, die Erde ist gerettet.

## Kritik
Das Lexikon des internationalen Films urteilte, es sei ein „temporeicher, tricktechnisch gut gemachter, aber grenzenlos naiver Science-Fiction-Film ohne große Spannung.“